# Lonand
Lonand es una ciudad censal situada en el distrito de Satara en el estado de Maharashtra (India). Su población es de 18723 habitantes (2011). Se encuentra a 47 km de Satara y a 71 km de Pune.

## Demografía
Según el censo de 2011 la población de Lonand era de 18723 habitantes, de los cuales 9560 eran hombres y 9163 eran mujeres. Lonand tiene una tasa media de alfabetización del 89,45%, superior a la media estatal del 82,34%: la alfabetización masculina es del 92,65%, y la alfabetización femenina del 86,15%.